# Мови Норвегії
У Норвегії існує велика кількість мов. З них норвезька мова є найпоширенішою і головною офіційною мовою країни.

## Норвезька мова
Напоширеніша мова в Норвегії — норвезька. Це північногерманська мова тісно пов'язана зі шведською та данською мовами, мовними нащадками давньоскандинавської. Норвезька мова є рідною для приблизно 95 % населення країни. Вона має два окремих письмових стандарти: Нюношк («Нова норвезька», «Нова» мається на увазі сучасна) та Букмол (книжна мова) обидва з яких є офіційними.

### Мовний конфлікт у Норвегії (Språkstriden)

Королівство Данії і Норвегії до 1814.

Рух, який бере своє коріння в норвезькому націоналізмі та 400-річному правлінні Данії в Норвегії (див. Данія-Норвегія). Мова койне (змішана мова) відома як дансько-норвезька (dansk-norsk) розвивалася в містах і була результатом заміщення норвезької мови з данською, як мови вищих класів (данська мова використовувалася панівним класом та в судах, а після Реформації 1536 року замінила латину в якості літургійної мови). Прийняття норвезької орфографії на данську мову створило письмовий стандарт риксмол (riksmål), який пізніше став букмол (bokmål). Нюношк (Nynorsk) — новий стандарт норвезької мови. Його основа — розмовна мова в сільській Норвегії. Цей стандарт був визнаний парламентом у 1885 році, а в 1892 році нюношк можна було використовувати як мову для початкового навчання. До 1920 нюношк був поширеним в західній частині Норвегії та в гірських долинах де він досі використовується, букмол використовувався у більш густонаселених районах країни. Пізніше були спроби об'єднати ці два стандарти в Samnorsk (Загальна норвезька), хоча це не мало успіху.

### Bokmål
Букмол писемна мова для 80-90 % населення. Її основа riksmål, але вона відрізняється категоріями роду, лексикою, системою підрахунку, схильністю дозволяти конкретні назви в абстрактних ситуаціях і дифтонгами у порівнянні з одиночними голосними звуками. Риксмол був офіційно змінений на букмол в 1929 році.

### Nynorsk
Нюношк був розроблений лінгвістом Іваром Осеном у 1850-х роках. Він заснований на сільській, розмовній норвезькій, а не культурній, данській норвезькій мові. Його перша систематизація була в 1901 році. Мова отримала назву «нюношк» в 1929 і використовувалась офіційно (поряд з букмолом) з 1939 року. Однак його використання зменшилося: у 1944 ним спілкувалося 34,1 % (найбільше зареєстроване число), в 1971 — 17,5 % населення. Сьогодні близько 15 % школярів вивчають нюношк, 7,4 % населення використовують його в якості основної мови, тоді як 5 % використовують обидві мови.

#### Høgnorsk
Існує більш консервативна варіція нюношку — Гегношк (Висока норвезька). Вона має небагато активних користувачів, але підтримується організацією Ivar Aasen-sambandet яка була створена у відповідь на політику уряду того часу, а саме об'єднання нюношку та букмолу.

## Саамські мови

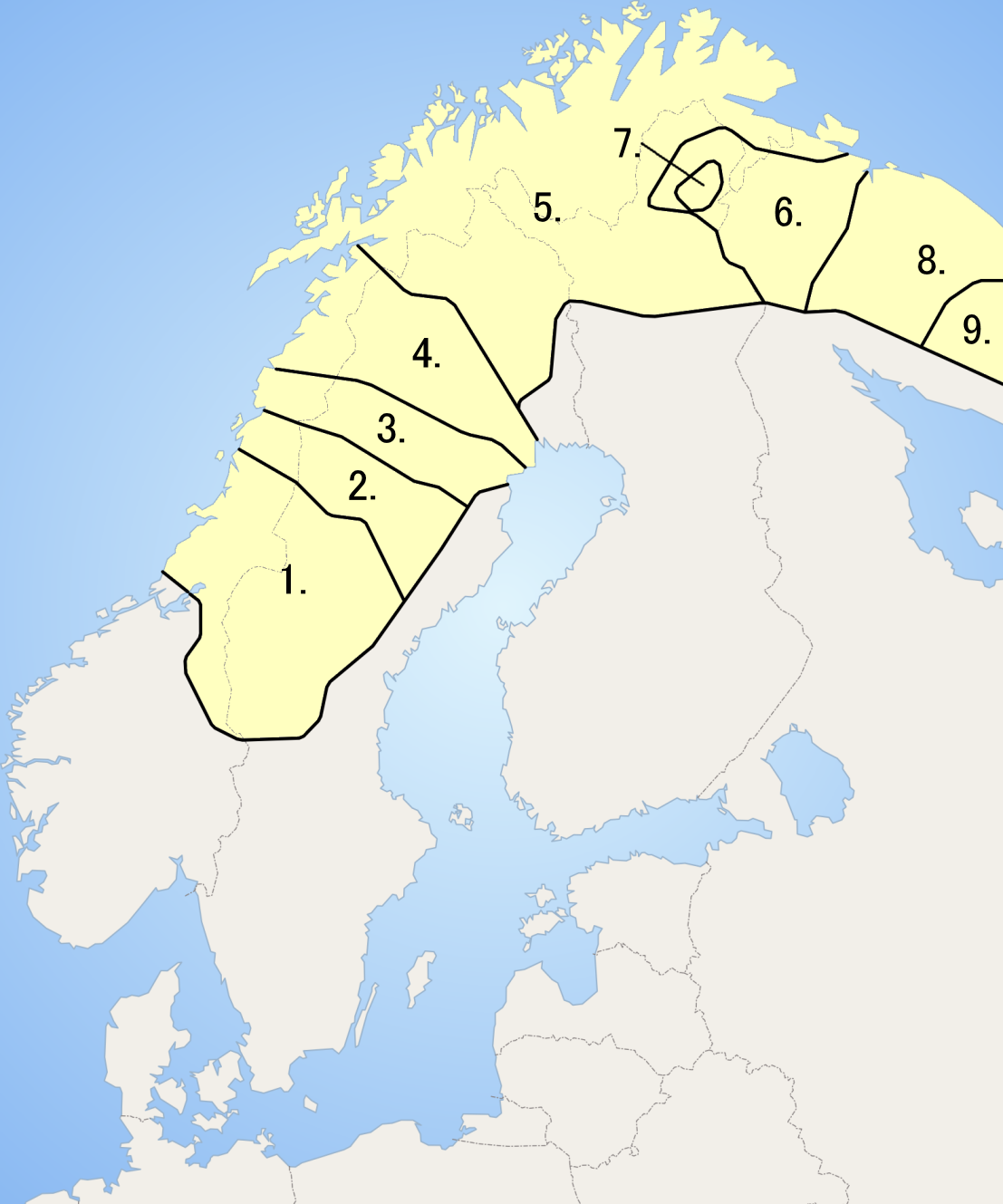
Географічний розподіл саамських мов: 1. Південносаамська, 3. Піте-саамська, 4. Луле-саммська, 5. Північносаамська

Саами це корінний народ у Північній Скандинавії. І хоча вони переважно використовують норвезьку, шведську, фінську чи російську мову, деякі з них розмовляють корінними Саамськими мовами. Саамські мови, такі як Квенська та Фінська, належать до уральської мовної сім'ї. Найбільшою розмовною формою саамської в Норвегії є Північносаамська мова (використовують приблизно 15 тис. чоловік). Інші — Луле-саммська мова (розмовна для ~500 чоловік), Піте-саамська (майже вимерла), Південносаамська мова (розмовна для ~300 чоловік). Саамські мови та Норвезька є офіційними мовами Норвегії та захищені Конституцією.

## Квенська мова
Використовується квенами. Квенська мова одна з балтійсько-фінських мов, близька до фінської, нею спілкується від п'яти до восьми тисяч людей в північній Норвегії (найбільше в Тромсе, район Трумс, та в районі Фіннмарк).

## Іноземні мови
| Мова            | Кількість носіїв |
| --------------- | ---------------- |
| Сербохорватська | 12,250           |
| Арабська        | 11,489           |
| Англійська      | 11,130           |
| Сомалійська     | 10,904           |
| Курдська        | 7,100            |
| Тигринья        | 5,552            |
| Дарі            | 5,212            |
| Російська       | 5,062            |
| Перська         | 4,929            |
| Албанська       | 4,535            |

Згідно з індексом рівня володіння англійською мовою, станом на 2017 рік, Норвегія знаходиться на 4 місці в світі з показником 67,77 %.